# 12501 Норд
12501 Норд (12501 Nord) — астероїд головного поясу, відкритий 20 березня 1998 року.
Тіссеранів параметр щодо Юпітера — 3,545.